# Козловка (Ромодановський район)
Козло́вка (рос. Козловка, ерз. Козловка) — село у складі Ромодановського району Мордовії, Росія. Входить до складу Куриловського сільського поселення.

## Населення
Населення — 28 осіб (2010; 72 у 2002).
Національний склад (станом на 2002 рік):
- росіяни — 96 %